# Pokal Slovenije 2013/14
Der Pokal Slovenije 2013/14 war die 23. Austragung des slowenischen Fußballpokalwettbewerbs der Herren und begann am 20. August 2013 mit der 1. Hauptrunde. Titelverteidiger war der NK Maribor, der das Finale am 21. Mai 2014 gegen ND Gorica mit 0:2 verlor.
Durch den Sieg im Finale qualifizierte sich Gorica für die 2. Qualifikationsrunde der UEFA Europa League 2014/15.

## Teilnehmer
| Nogometna Liga 2012/13 |
| ---------------------- |
| NK Maribor             |
| NK Olimpija Ljubljana  |
| NK Domžale             |
| FC Luka Koper          |
| NK Celje               |
| ND Gorica              |
| NK Rudar Velenje       |
| ND Triglav Kranj       |
| ND Mura 05             |
| NK Aluminij            |

| Sieger des Regionalpokals | Sieger des Regionalpokals             |
| ------------------------- | ------------------------------------- |
| MNZ Celje                 | NK Šmartno, ND Dravinja               |
| MNZ Koper                 | NK Jadran Dekani, NK Ankaran Hrvatini |
| MNZG Kranj                | NK Šenčur, NK Bled                    |
| MNZ Lendava               | NK Odranci, NK Turnišče               |
| MNZ Ljubljana             | NK Krka, NK Radomlje                  |
| MNZ Maribor               | NK Dravograd, NK Dobrovce             |
| MNZ Murska Sobota         | NK Slatina Radenci, NK Veržej         |
| MNZ Nova Gorica           | NK Tolmin, NK Brda Dobrovo            |
| MNZ Ptuj                  | NK Drava Ptuj, NK Zavrč               |

## Modus
In den ersten beiden Runden wurde der Sieger in einem Spiel ermittelt. Stand es nach der regulären Spielzeit von 90 Minuten unentschieden, kam es zur Verlängerung von zweimal 15 Minuten und falls danach immer noch kein Sieger feststand zum Elfmeterschießen.
Mannschaften, die sich aus dem gleichen Regionalpokal qualifiziert hatten, konnten in den beiden ersten Runden nicht aufeinander treffen. Unterklassige Teams hatten bis zum Achtelfinale Heimrecht. Im Viertel- und Halbfinale wurden die Sieger in Hin- und Rückspiel ermittelt.

## 1. Runde
| Datum                 |                    | Ergebnis  |                     |
| --------------------- | ------------------ | --------- | ------------------- |
| 20.08.2013, 16:00 Uhr | NK Slatina Radenci | 0:2       | ND Gorica           |
| 21.08.2013, 16:00 Uhr | NK Brda Dobrovo    | 1:2 n. V. | NK Ankaran Hrvatini |
| 21.08.2013, 16:00 Uhr | NK Odranci         | 0:2       | NK Šmartno          |
| 21.08.2013, 16:00 Uhr | NK Jadran Dekani   | 2:3       | NK Šenčur           |
| 22.08.2013, 16:00 Uhr | NK Dravograd       | 2:1       | NK Tolmin           |
| 22.08.2013, 16:00 Uhr | NK Krka            | 3:0       | FC Luka Koper       |
| 22.08.2013, 16:00 Uhr | NK Veržej          | 4:2       | NK Triglav Kranj    |
| 21.08.2013, 16:00 Uhr | ND Dravinja        | 1:3       | NK Radomlje         |
| 21.08.2013, 16:00 Uhr | NK Turnišče        | 0:7       | NK Aluminij         |
| 21.08.2013, 16:00 Uhr | NK Bled            | 0:8       | NK Zavrč            |
| 21.08.2013, 16:00 Uhr | NK Dobrovce        | 0:9       | NK Rudar Velenje    |

## Achtelfinale
In dieser Runde stiegen die vier Europacup-Teilnehmer NK Maribor, NK Olimpija Ljubljana, NK Domžale, NK Celje, sowie der NK Drava Ptuj ein. Letztgenannter hatte ein Freilos in der 1. Runde wegen des Rückzugs des Erstligisten ND Mura 05 bekommen.
| Datum                 |                     | Ergebnis |                       |
| --------------------- | ------------------- | -------- | --------------------- |
| 18.09.2013, 16:00 Uhr | NK Šmartno          | 1:2      | NK Aluminij           |
| 18.09.2013, 16:00 Uhr | NK Drava Ptuj       | 0:4      | NK Domžale            |
| 18.09.2013, 16:00 Uhr | NK Ankaran Hrvatini | 0:5      | NK Olimpija Ljubljana |
| 18.09.2013, 16:00 Uhr | NK Dravograd        | 0:4      | ND Gorica             |
| 18.09.2013, 16:30 Uhr | NK Rudar Velenje    | 4:0      | NK Krka               |
| 18.09.2013, 17:00 Uhr | NK Celje            | 4:0      | NK Zavrč              |
| 18.09.2013, 17:00 Uhr | NK Šenčur           | 2:1      | NK Veržej             |
| 30.10.2013, 18:00 Uhr | NK Radomlje         | 1:4      | NK Maribor            |

## Viertelfinale
Die Hinspiele fanden am 23. Oktober 2013 statt, die Rückspiele am 30. Oktober, 6. November sowie am 4. Dezember 2013.
|                       | Gesamt |            | Hinspiel | Rückspiel |
| --------------------- | ------ | ---------- | -------- | --------- |
| NK Aluminij           | 1:4    | ND Gorica  | 0:1      | 1:3       |
| NK Olimpija Ljubljana | 2:1    | NK Domžale | 2:0      | 0:1       |
| NK Rudar Velenje      | 7:1    | NK Celje   | 4:0      | 3:1       |
| NK Šenčur             | 3:6    | NK Maribor | 2:5      | 1:1       |

## Halbfinale
Die Hinspiele fanden am 26. März 2014 statt, die Rückspiele am 2. April 2014.
|                  | Gesamt |                       | Hinspiel | Rückspiel |
| ---------------- | ------ | --------------------- | -------- | --------- |
| NK Rudar Velenje | 1:3    | ND Gorica             | 0:1      | 1:2       |
| NK Maribor       | 2:1    | NK Olimpija Ljubljana | 1:0      | 1:1       |

## Finale
| Paarung        | NK Maribor – ND Gorica |
| Ergebnis       | 0:2 (0:0) |
| Datum          | 21. Mai 2014 um 20:30 Uhr |
| Stadion        | Stadion Bonifika, Koper |
| Zuschauer      | 3.500 |
| Schiedsrichter | Damir Skomina |
| Tore           | 0:1 Francesco Finocchio (79.) 0:2 Francesco Finocchio (86.) |
| NK Maribor     | Jasmin Handanovič – Aleksander Rajčevič, Arghus, Mitja Viler – Goran Cvijanovič (76. Damjan Bohar), Aleš Mertelj (80. Jean-Philippe Mendy), Martin Milec, Dare Vršič, Željko Filipović – Marcos Tavares, Nusmir Fajić Cheftrainer: Ante Šimundža                        |
| ND Gorica      | Alex Cordaz – Ronaldo Vanin, Alessandro Favalli, Marco Modolo, Abel Gigli – Luca Berardocco, Amedej Vetrih (85. Vicente), Filippo Boniperti (73. Francesco Finocchio) – Gianluca Lapadula (82. Alen Jogan), Massimo Coda, Gianvito Misuraca Cheftrainer: Luigi Apolloni |
| Gelbe Karten   | Nusmir Fajić – Abel Gigli, Luca Berardocco, Francesco Finocchio |